# Fontenelle (Territorio de Belfort)
Fontenelle es una comuna francesa situada en el departamento del Territorio de Belfort, de la región de Borgoña-Franco Condado.
Los habitantes se llaman Fontenellois.

## Geografía
Está ubicada a 7 km al sureste de Belfort y forma parte de la aglomeración urbana de esta ciudad.

## Demografía
| 44 | 52 | 79 | 115 | 118 | 111 | 154 | 127 |
| Para los censos de 1962 a 1999 la población legal corresponde a la población sin duplicidades (Fuente: INSEE [Consultar]) |    |    |     |     |     |     |     |